# Arena Pantanal
Arena Pantanal (svenska: Våtmarksarenan, pantanal), officiellt Arena Multiuso Governador José Fragelli, är en fotbollsarena i Cuiabá i Brasilien. Den byggdes inför Världsmästerskapet i fotboll 2014, med ett ursprungligt mål vara färdigbyggt 2013. Efter förseningar var arena dock färdibyggd 24 april 2014. Den har en total läktarkapacitet på 41 112 åskådare.

## Källhänvisningar
1. ↑  ”Arkiverade kopian”. Arkiverad från originalet den 19 juni 2014. https://web.archive.org/web/20140619130446/http://www.fifa.com/worldcup/destination/stadiums/stadium=5025112/index.html. Läst 20 januari 2013.
2. ↑  "Arena Pantanal, Cuiaba". Arkiverad 30 november 2019 hämtat från the Wayback Machine. fifa.com. Läst 26 juni 2014. (engelska)